# 寿都漁港
寿都漁港（壽都漁港、すっつぎょこう）は、北海道寿都郡寿都町にある漁港。港則法上の「適用漁港」に指定されている。北海道南西部の日本海側に位置しており、寿都湾に面している。

## 施設
漁港内には寿都町漁業協同組合による水産物普及施設「すっつ浜直市場」や「漁業体験交流施設」が立地している。

## 沿革
- 1951年（昭和26年）：「第3種漁港」指定[1]。
- 2006年（平成18年）：「寿都地域マリンビジョン」策定（2014年改訂）[6]。
- 2017年（平成29年）：寿都地域マリンビジョン協議会が「『わが村は美しく―北海道』運動コンクール」特別賞受賞[7]。

## 主な水産物
- ホッケ[8]
- イカ[8]
- サケ[8]
- コウナゴ（イカナゴ）[8]
- ホタテガイ[8]
- カキ[8]
- ウニ[8]
- アワビ[8]